# Pepe del Rivero
José del Rivero Azcuaga
Nació el 19 de marzo de 1915 en Montecristo, Tabasco, hoy llamado Emiliano Zapata.

## Historia
En 1937 se inició en la radiodifusión como locutor, licencia 33-A, en las estaciones XEJX de Querétaro y XEQ, XEW y XEX de la Ciudad de México. En 1947 partió a Nueva York para estudiar producción de radio y televisión. Ya de regreso en México, fue pionero en la producción de radionovelas con "El derecho de nacer", la más exitosa de su época. Posteriormente fue productor y director de cámaras de la Telecomedia con Manolo Fábregas, Teatro Familiar con Angel Garaza, Teatro Fantástico con Enrique Alonso, Diario de una Mujer con Doña Prudencia Griffel, La Sombra con Alejandro Ciangherotti y El Hombre del Paraguas con Carlos López Moctezuma, entre muchos otros programas de éxito.
Incursionó en el ámbito publicitario y dejó huella como vicepresidente de tres de las más importantes agencias mexicanas de publicidad: "Publicidad Augusto Elías", "Panamericana de Publicidad" (hoy Ogilvy & Mather) y "Publicidad Ferrer". Creador de comerciales cantados de gran popularidad: "Cada vez que me baño, Colonia Sanborns"..., "Sí, sí... si hay Bacardí hay ambiente"..., "Jarritos ¡que buenos son!"..., "Cantaban los tomatitos"..., "Chaparritas El Naranjo no tienen comparación, ¡poing!"...
Recibió muchos homenajes en vida, del gremio publicitario, del Gobierno del Estado, de su pueblo natal, de los compositores y músicos de Tabasco, varias avenidas llevan su nombre, sin embargo, el mejor homenaje fue el reconocimiento del pueblo tabasqueño que guardó luto tras su muerte y que un grupo de paisanos radicados en la capital enviara una marimba monumental a despedirlo durante su sepelio interpretando muchas de sus más de 60 composiciones entre las que destacan, además de "Vamos a Tabasco", "Mercado de Villahermosa", "Guíndame la hamaca", "El Canalete" y "Luna de Frontera" que dedicó a su esposa y compañera de toda la vida, Hilda Castellanos, con quien acababa de cumplir 60 años de casado. y es un buen tabasqueño